# Тайлер, Энн
Энн Тайлер (англ. Anne Tyler; род. 25 октября 1941[…], Миннеаполис, Миннесота) — американская писательница, критик. Лауреат Пулитцеровской премии 1989 года.

## Биография
Родилась в семье квакеров в Миннеаполисе, штат Миннесота. Со своими родителями и тремя младшими братьями она провела своё детство, проживая в различных квакерских общинах на Среднем Западе и Юге. С шести до одиннадцати лет она и её семья жили к северо-западу от Ашвилла, Северная Каролина. До одиннадцати лет она не посещала школу, дети в коммуне получали уроки искусства, труда и кулинарии.
В возрасте семи лет Энн начала писать истории. В 11 лет она начала ходить в небольшую местную государственную школу в Гарварде. После её окончания в 16 лет она поступила в Университет Дьюка, Дарем, Северная Каролина. В университете Дьюка специализировалась в области русского языка, истории и литературы, стала членом братства «Фи-бета-каппа» и получила степень бакалавра искусств в 1961. Свою учебу она продолжила в Колумбийском университете, где получила стипендию, затем в течение года работала в библиотеке университета Дьюка, два года была сотрудником университета Макгилла в Монреале. Вышла замуж в 1963 году за психиатра иранского происхождения Таги Модарресси; у них было две дочери.

## Творчество
Энн Тайлер неоднократно публиковалась в журнале Университета Дьюка и дважды получила премию Энн Флетчер — за рассказы «Лаура» и «Святые в доме цезаря». Работая в библиотеке, Тайлер продолжила писать рассказы, которые публиковались в том числе в журналах The New Yorker, The Saturday Evening Post и Harpers. Её первый роман «Если утро когда-нибудь наступит» был опубликован в 1964 году. В период с 1965 по 1970 Энн занималась воспитанием дочерей и публикациями литературных обзоров в периодике, временно отказавшись от написания новых рассказов и романов. Начала писать снова в 1970 году и опубликовала ещё три романа к 1974 году — A Slipping-Down Life, The Clock Winder, and Celestial Navigation.
Её роман «Обед в ресторане „Тоска по дому“» был финалистом Пулитцеровской премии, Американской литературной премии ПЕН/Фолкнер и Американской Книжной Премии за художественную литературу в 1983 году. Её десятый роман «Случайный турист» был награжден Премией Национального круга книжных критиков в 1985 году, премией Ambassador Book Award (англ. Ambassador Book Award) в 1986 году и был финалистом Пулитцеровской премии в 1986 году. Его экранизировали в 1988 году с участием Уильяма Херт и Джины Дэвис.
Её 11-й роман «Уроки дыхания» получил в 1989 году Пулитцеровскую премию за художественную литературу и стал книгой года журнала Time.
После получения Пулитцеровской премии у Тайлер вышло ещё множество романов, тепло принятых публикой. Некоторые из них были экранизированы (Уроки дыхания в 1994, Saint Maybe в 1998, Жизнь по наклонной и Земные желания в 1999, Когда мы были взрослыми в 2004).

### Романы
- If Morning Ever Comes (1964)
- The Tin Can Tree (1965)
- A Slipping-Down Life (1970)
- The Clock Winder (1972)
- Celestial Navigation (1974)
- Searching for Caleb (1975)
- Earthly Possessions (1977)
- Морган ускользает / Morgan’s Passing (1980)
- Обед в ресторане «Тоска по дому» / Dinner at the Homesick Restaurant (1982)
- Случайный турист / The Accidental Tourist (1985)
- Уроки дыхания / Breathing Lessons (1988)
- Saint Maybe (1991)
- Лестница лет / Ladder of Years (1995)
- A Patchwork Planet (1998)
- Back When We Were Grownups (2001)
- The Amateur Marriage (2004)
- Удочеряя Америку / Digging to America (2006)
- Noah’s Compass (2010)
- Дилетантское прощание / The Beginner’s Goodbye (2012)
- Катушка синих ниток / A Spool of Blue Thread (2015)
- Уксусная девушка / Vinegar Girl (2016)
- Клок-данс / Clock Dance (2018)
- Рыжик на обочине / Redhead by the Side of the Road (2020)
- Французская косичка / French Braid (2022)

### Экранизации
- Турист поневоле (1988)
- Уроки дыхания (TV) (1994)
- Возможно святой (TV) (1998)
- Жизнь по наклонной (1999)
- Земные желания (TV) (1999)
- Когда мы были взрослыми (TV) (2004)